# Gottfried Kirch

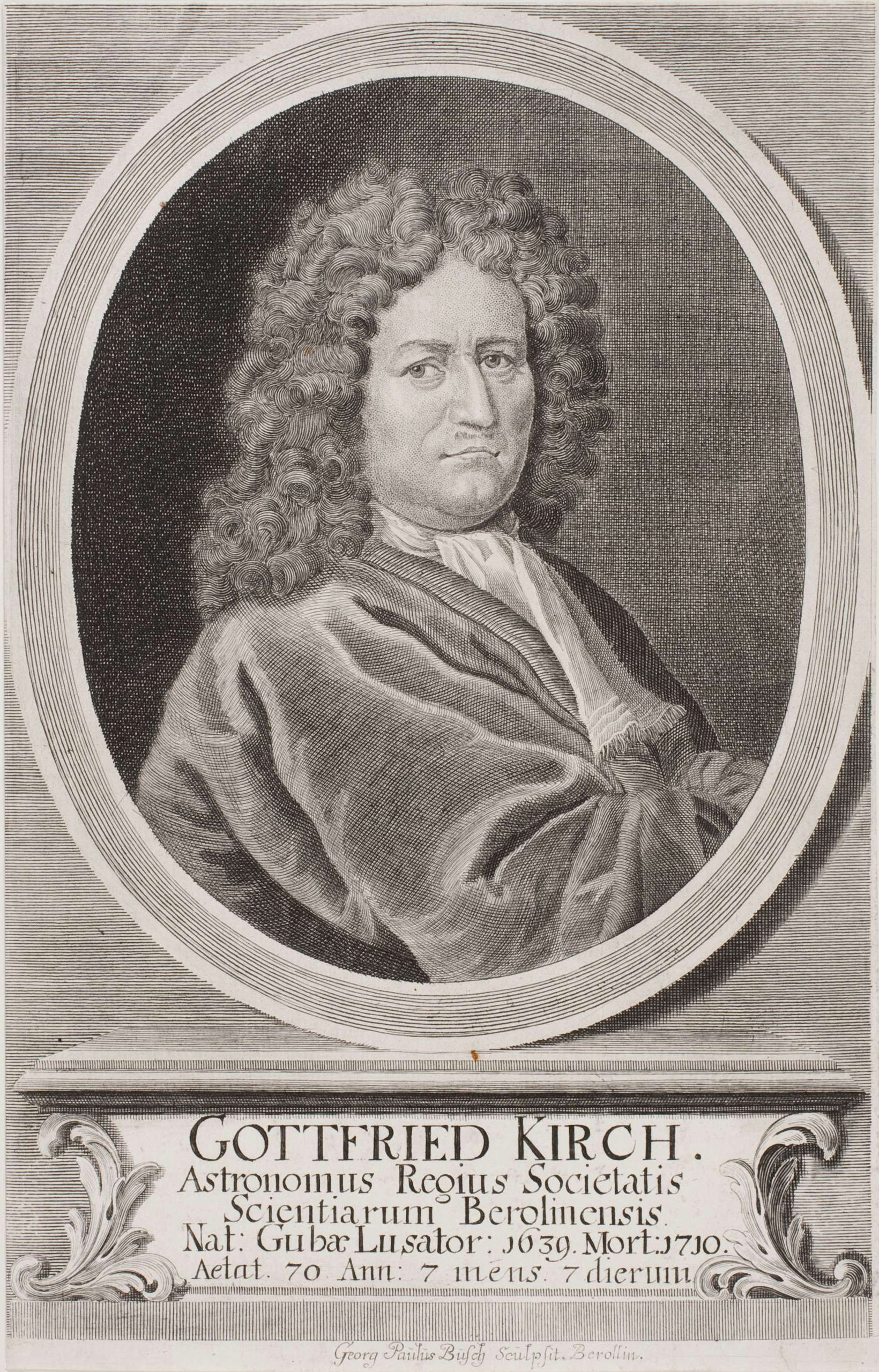
Gottfried Kirch

Gottfried Kirch (ur. 18 grudnia 1639 w Guben, zm. 25 lipca 1710 w Berlinie) – niemiecki astronom.

## Życiorys
Uczył się astronomii od Erharda Weigela w Jenie oraz Jana Heweliusza w Gdańsku i tam właśnie wydawał kalendarze i zbudował swoje pierwsze instrumenty obserwacyjne. W 1686 przeniósł się do Lipska, gdzie wraz z Christophem Arnoldem obserwował kometę, która pojawiła się w tamtym roku.
W 1700 został mianowany przez księcia elektora brandenburskiego Fryderyka III naczelnym astronomem Pruskiego Królewskiego Towarzystwa Naukowego.
Odkrył obiekty M5 (rok 1702) i M11 (1681). W 1687 odkrył zmienność gwiazdy chi Cygni. Wiele czasu poświęcił też badaniom gwiazdy wielokrotnej – Mizara.
Jego imieniem nazwano jeden z kraterów na Księżycu (☾ 39,2°N 5,6°W/39,200000 -5,600000, średnica 11 km), a także planetoidę (6841) Gottfriedkirch.